# Лопаткино (Великолукский район)
Лопаткино — деревня в Великолукском районе Псковской области России. Входит в состав сельского поселения «Пореченская волость».
Расположена на восточном побережье озера Орелье, в 54 км к югу от райцентра Великие Луки и в 16 км к юго-востоку от волостного центра Поречье.

## Население
Численность населения деревни по состоянию на 2000 год составляла 10 жителей, на 2010 год — 8 жителей.

## История
До 2005 года деревня входила в состав ныне упразднённой Урицкой волости.